# UB-109号潜艇
陛下之UB-109号艇是德意志帝国海军于第一次世界大战期间建造的其中一艘UB-III型近岸潜艇或称U艇。它由汉堡的布洛姆与福斯船厂承建，于1917年7月7日新船下水，至同年12月31日交付使用。其全长55.3米，水面及水下排水量分别为510吨和629吨，艇载武器则包括五具500毫米鱼雷发射管以及一门105毫米口径甲板炮。UB-109号入役后曾被部署至佛兰德区舰队，并参与了大西洋潜艇战。在三次巡逻期间，该艇合共击沉7艘协约国或中立国商船，容积总吨累计为14092吨。1918年8月29日，UB-109号在穿越多佛尔屏障时触雷沉没，造成艇内28名官兵阵亡，仅8人幸存。

## 设计
UB-109号是汉堡布洛姆与福斯船厂承建的第三批次（UB-103至UB-117号）UB-III型潜艇的七号艇，由德意志帝国海军潜艇监察局于1917年2月6日订购，至同年7月7日下水。其全长55.30米，舷宽5.80米。艇体采用双壳体结构，水面及水下排水量分别为510吨和629吨，浮起时的吃水深度为3.70米。由于无需像UC-II型艇那样提供水雷布设装置，设计工程师对潜艇舷弧进行了优化，增大了司令塔体积，配备两具潜望镜，司令塔与控制室之间增加一道水密舱壁。这些改进显著提高了潜艇的水下机动性和生存力。为了达到更高的航速，UB-109号采用两台猛狮-伏尔铿六缸四冲程550匹公制馬力（405千瓦特）柴油机用于水面运行，以及两台394匹公制馬力（290千瓦特）的玛菲电动发电机用于水下航行；水面最高航速13.3節（24.6每小時），水下7.5節（13.9每小時）；能够在水面以6節（11每小時）航速续航7,420海里（13,740），或以4節（7.4每小時）连续在水下航行55海里（102）而无需充电。
UB-109号的主武器为五具500毫米艇艏鱼雷发射管，其中艇艏四具采用层叠式布局分居两侧、艇艉一具，并可搭载合共10枚G6型鱼雷。辅助武器则是一门105毫米45倍径速射炮。其标准船员编制为3名军官加31名水兵。

## 服役历史
1917年12月31日，UB-109号在曾执掌UC-1和UC-48号的王牌艇长、海军中尉库尔特·拉明的指挥下正式入役，随即展开海试。完成海试后，该艇于1918年3月30日被编入驻泽布吕赫的佛兰德区舰队，并参与了大西洋潜艇战。在三次巡逻期间，该艇合共击沉7艘协约国或中立国商船，容积总吨累计为14092吨。其中，容积最大的受害者是4037总吨的英国商船齐纳尔号（Zinal）；它于1918年8月19日在从巴里驶往坎帕纳途中，在距特塞拉島東北约360海里（670）处遭鱼雷击沉，并造成2人罹难。
1918年8月29日凌晨03:05，当UB-109号完成第三次巡逻返回基地途中，它成为了协约国海峡防御屏障的受害者，当时它被设置在4号圆形石堡内的福克斯通门水听器监听站探测到，该站在潜艇通过多佛尔屏障时远程引爆了水雷。据报道，艇长拉明上尉在短暂为被卡住而苦苦挣扎的领航员施救后，双双从司令塔舱口逃脱，随后又有6人浮出水面，留下28名官兵葬身艇内。幸存者被英国辅助巡逻拖网船圣杰曼号（St. Germain）救起，拉明上尉则作为战俘被英国人囚禁至1919年。翌日清晨，英国皇家海军情报潜水员发现了这艘几乎已经断成了两半的沉船，并用浮标定位。可能由于行动保密，1918年并没有记录这艘沉船的详细历史，使其直至六十年后才被重新发现和记录。
UB-109号的残骸大致位于51°3′N 1°14′W / 51.050°N 1.233°W处的海底25米深处，可以看出被分为两个部分，至少具有水雷爆炸破坏的特征。艇艉被炸飞至艇后不远处，两副螺旋桨都已被打捞上岸。耐压壳体基本保持完整，但艇艏的末梢已经折断，那里有一大片空盒状区域。舱口为开启状态，表明船员曾经此逃生，海军情报潜水员亦是由此进入考察。

## 袭击历史摘要
| 日期          | 船名                | 船籍 | 吨位 | 结局 |
| ------------- | ------------------- | ---- | ---- | ---- |
| 1918年4月9日  | 勒鲁瓦-拉利耶总统号 | 法國 | 1320 | 击沉 |
| 1918年4月10日 | 亨利号              | 英国 | 3249 | 击沉 |
| 1918年4月13日 | 威尔逊号            | 英国 | 110  | 击沉 |
| 1918年4月18日 | 兰斯威克号          | 英国 | 3060 | 击沉 |
| 1918年8月19日 | 齐纳尔号            | 英国 | 4037 | 击沉 |
| 1918年8月25日 | 蓬泰·卡内号         | 法國 | 1183 | 击沉 |
| 1918年8月26日 | 赫尔格号            | 瑞典 | 1133 | 击沉 |

## 脚注
1. ↑  Rössler，第66頁.
2. ↑  Helgason, Guðmundur. . German and Austrian U-boats of World War I - Kaiserliche Marine - Uboat.net.   [2022-06-02].
3. 1 2 3 4  Gröner 1991，第25-30頁.
4. 1 2 3  Helgason, Guðmundur. . German and Austrian U-boats of World War I - Kaiserliche Marine - Uboat.net.   [2015-03-09].
5. ↑  陈进，第239頁.
6. 1 2  Helgason, Guðmundur. . German and Austrian U-boats of World War I - Kaiserliche Marine - Uboat.net.   [2015-03-09].
7. ↑  Helgason, Guðmundur. . German and Austrian U-boats of World War I - Kaiserliche Marine - Uboat.net.   [2022-06-02].
8. ↑  . Coastal Heritage.   [2022-06-02]. （原始内容存档于2021-04-19）.
9. ↑  . Wreck of the Week.   [2022-06-02].
10. ↑  . Wessex archaeology on line.   [2015-09-01]. （原始内容存档于2016-04-04）.
11. ↑  . Canterbury Divers.   [2022-06-02]. （原始内容存档于2021-10-16）.